# نيكولاس درو
نيكولاس درو (بالفرنسية: Nicolas Dreux)‏ (مواليد 1956) هو رسام هايتي. ولد ونشأ في بورت أو برانس.